# Draba bruniifolia
Draba bruniifolia är en korsblommig växtart som beskrevs av Christian von Steven. Draba bruniifolia ingår i släktet drabor, och familjen korsblommiga växter.

## Underarter
Arten delas in i följande underarter:
- D. b. armeniaca
- D. b. bruniifolia
- D. b. kurdica
- D. b. olympica

## Bildgalleri

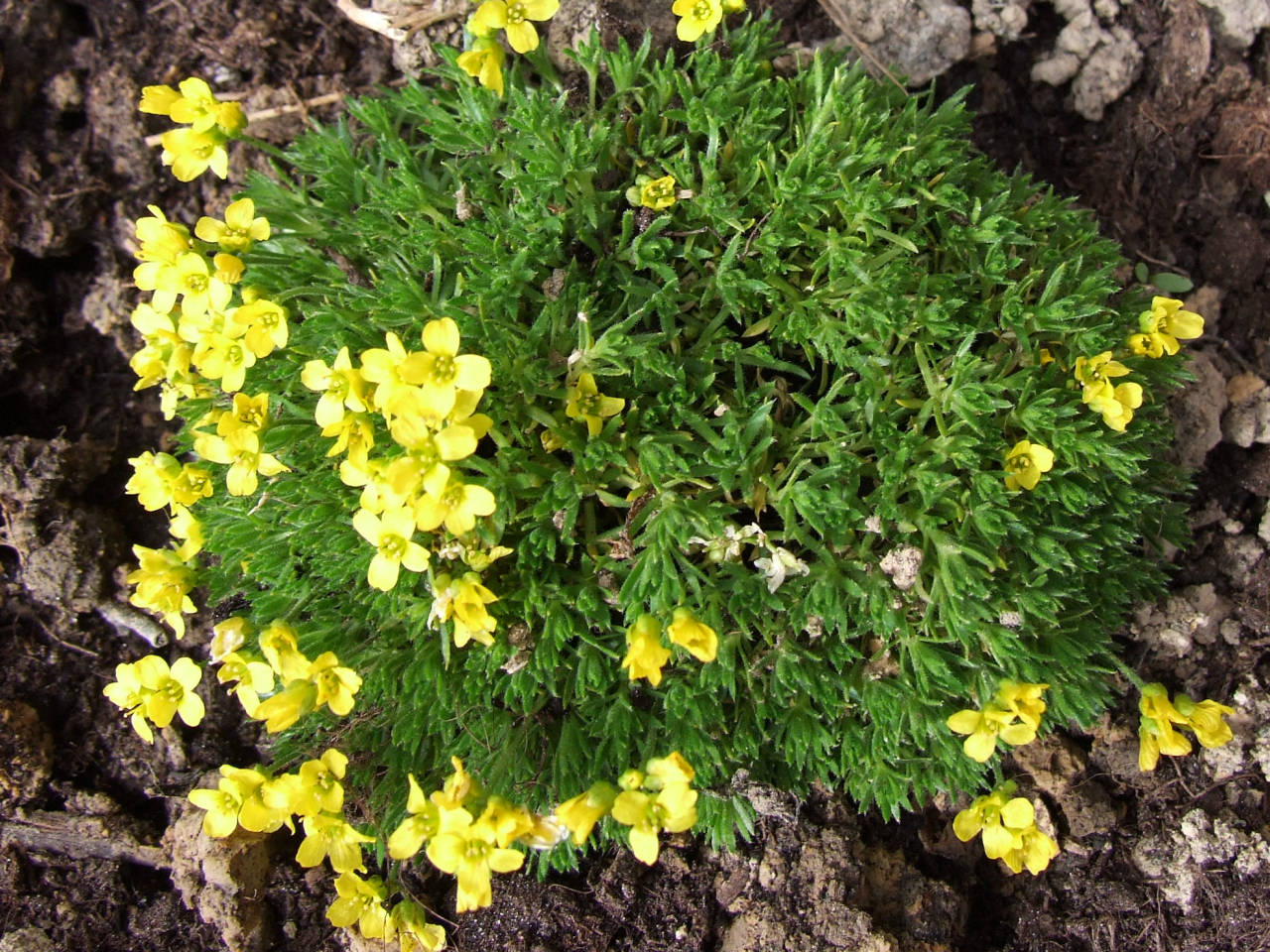